# کارل آدولف گیلروپ
کارل آدولف گیلروپ (به دانمارکی: Karl Adolph Gjellerup) (زادهٔ ۲ ژوئن ۱۸۵۷ – درگذشتهٔ ۱۹ اکتبر ۱۹۱۹)، شاعر و رمان‌نویس دانمارکی بود.